# North-South Expressway (Singapur)
Der North-South Corridor(Abkürzung: NSC) ist das jüngste Schnellstraßen-Projekt von Singapur. Für die Fertigstellung des Projektes wird das Jahr 2026 angegeben.
Der North-South Corridor wurde am 19. Januar 2011 angekündigt und erstreckt sich zwischen der Admiralty Road West und Toa Payoh Rise. Am 15. November 2011 enthüllte das LTA die vollständige Ausrichtung. Die Bauarbeiten werden 2017 beginnen und im Jahr 2023 abgeschlossen sein. Der Nord-Süd-Korridor wird insgesamt 16 Eingänge und 17 Ausgänge haben, um Städte in Woodlands, Ang Mo Kio, Bishan, Toa Payoh, in Richtung Stadtzentrum zu verbinden und den Seletar Expressway zu verbinden. Central Expressway und der East Coast Parkway.
Als die LTA zunächst als eine Fahrzeugautobahn konzipiert wurde, die 2020 fertiggestellt werden soll, überarbeitete sie den Korridor mit Busspuren und Fahrradrouten auf der gesamten Schnellstraße. Es wurde am 21. Januar 2016 in den North-South Corridor umgebaut.
Für den Bau des Projekts muss etwas Land erworben werden. Dazu gehören das ab August 2017 abgerissene Rochor Centre, das Ellison Building und die Unterführungen an der Novena MRT Station.

## Stadtteile entlang der Autobahn
- Marina Centre